# Salvador a 2012. évi nyári olimpiai játékokon
Salvador a nagy-britanniai Londonban megrendezett 2012. évi nyári olimpiai játékok egyik részt vevő nemzete volt. Az országot az olimpián 7 sportágban 10 sportoló képviselte, akik érmet nem szereztek.

## Atlétika
Férfi
| Versenyző         | Versenyszám     | Eredmény | Helyezés |
| ----------------- | --------------- | -------- | -------- |
| Emerson Hernández | 50 km gyaloglás | 3:53:57  | 27.      |

Női
| Versenyző         | Versenyszám | Előfutam | Előfutam | Előfutam | Elődöntő | Elődöntő | Elődöntő | Döntő   | Döntő    |
| Versenyző         | Versenyszám | Idő      | Hely.    | Össz.    | Idő      | Hely.    | Össz.    | Idő     | Helyezés |
| ----------------- | ----------- | -------- | -------- | -------- | -------- | -------- | -------- | ------- | -------- |
| Gladys Landaverde | 1500 m      | 4:18,26  | 15.      | 39.      | kiesett  | kiesett  | kiesett  | kiesett | kiesett  |

## Cselgáncs
Férfi
| Versenyző       | Versenyszám | Selejtező                              | 32-es főtábla     | Nyolcaddöntő      | Negyeddöntő       | Elődöntő          | Vigaszág elődöntő | Bronz- mérkőzés   | Döntő             | Helyezés |
| Versenyző       | Versenyszám | Ellenfél Eredmény                      | Ellenfél Eredmény | Ellenfél Eredmény | Ellenfél Eredmény | Ellenfél Eredmény | Ellenfél Eredmény | Ellenfél Eredmény | Ellenfél Eredmény | Helyezés |
| --------------- | ----------- | -------------------------------------- | ----------------- | ----------------- | ----------------- | ----------------- | ----------------- | ----------------- | ----------------- | -------- |
| Carlos Figueroa | Harmatsúly  | Sasha Mehmedovic (CAN) · 000(0)–010(0) | kiesett           | kiesett           | kiesett           | kiesett           |                   |                   |                   | 33.      |

## Evezés
Férfi
| Versenyző     | Versenyszám  | Előfutam | Előfutam | Vigaszág | Vigaszág | Negyeddöntő | Negyeddöntő | Elődöntő | Elődöntő | Elődöntő | Döntő | Döntő   | Döntő | Helyezés |
| Versenyző     | Versenyszám  | Idő      | Hely.    | Idő      | Hely.    | Idő         | Hely.       | Típus    | Idő      | Hely.    | Típus | Idő     | Hely. | Helyezés |
| ------------- | ------------ | -------- | -------- | -------- | -------- | ----------- | ----------- | -------- | -------- | -------- | ----- | ------- | ----- | -------- |
| Roberto López | Egypárevezős | 7:23,75  | 4.       | 7:27,75  | 5.       |             |             | E/F      | 7:57,89  | 3.       | E     | 7:41,32 | 5.    | 29.      |

Női
| Versenyző     | Versenyszám  | Előfutam | Előfutam | Vigaszág | Vigaszág | Negyeddöntő | Negyeddöntő | Elődöntő | Elődöntő | Elődöntő | Döntő | Döntő   | Döntő | Helyezés |
| Versenyző     | Versenyszám  | Idő      | Hely.    | Idő      | Hely.    | Idő         | Hely.       | Típus    | Idő      | Hely.    | Típus | Idő     | Hely. | Helyezés |
| ------------- | ------------ | -------- | -------- | -------- | -------- | ----------- | ----------- | -------- | -------- | -------- | ----- | ------- | ----- | -------- |
| Camila Vargas | Egypárevezős | 8:01,60  | 5.       | 7:53,38  | 1.       | 8:07,67     | 6.          | C/D      | 7:57,22  | 3.       | C     | 8:19,75 | 4.    | 16.      |

## Kerékpározás

### Országúti kerékpározás
Női
| Versenyző     | Versenyszám   | Idő             | Helyezés |
| ------------- | ------------- | --------------- | -------- |
| Evelyn García | Mezőnyverseny | 3:35:56 (+0:27) | 26.      |

## Sportlövészet
Női
| Versenyző     | Versenyszám           | Selejtező | Selejtező | Döntő   | Döntő    |
| Versenyző     | Versenyszám           | Pont      | Helyezés  | Pont    | Helyezés |
| ------------- | --------------------- | --------- | --------- | ------- | -------- |
| Melissa Mikec | Légpuska              | 392       | 39.       | kiesett | kiesett  |
| Melissa Mikec | Sportpuska, összetett | 560       | 45.       | kiesett | kiesett  |

## Súlyemelés
Férfi
| Versenyző       | Versenyszám | Szakítás | Szakítás | Lökés    | Lökés    | Összesen | Helyezés |
| Versenyző       | Versenyszám | Eredmény | Helyezés | Eredmény | Helyezés | Összesen | Helyezés |
| --------------- | ----------- | -------- | -------- | -------- | -------- | -------- | -------- |
| Julio Salamanca | 62 kg       | 110      | 12.      | 150      | 11.      | 260      | 11.      |

## Úszás
Férfi
| Versenyző     | Versenyszám  | Előfutam | Előfutam | Előfutam | Döntő   | Döntő    |
| Versenyző     | Versenyszám  | Idő      | Hely.    | Össz.    | Idő     | Helyezés |
| ------------- | ------------ | -------- | -------- | -------- | ------- | -------- |
| Rafael Alfaro | 400 m vegyes | 4:35,80  | 4.       | 35.      | kiesett | kiesett  |

Női
| Versenyző      | Versenyszám | Előfutam | Előfutam | Előfutam | Döntő   | Döntő    |
| Versenyző      | Versenyszám | Idő      | Hely.    | Össz.    | Idő     | Helyezés |
| -------------- | ----------- | -------- | -------- | -------- | ------- | -------- |
| Pamela Benitez | 800 m gyors | 9:02,66  | 2.       | 33.      | kiesett | kiesett  |